# Integer BASIC
Integer BASIC — первая версия интерпретатора языка программирования Бейсик, использовавшаяся на компьютерах Apple II, написанная Стивеном Возняком. Интерпретатор Integer BASIC был прошит в ПЗУ первой модели Apple II, в дальнейшем был заменён в ПЗУ более продвинутым интерпретатором Applesoft BASIC. Оставалась возможность загрузки интерпретатора Integer BASIC с диска и в дальнейшем переключение между двумя интерпретаторами командами Apple DOS INT и FP.
Особенности интерпретатора Integer BASIC по сравнению с Applesoft BASIC:
- только целочисленная арифметика;
- отсутствие поддержки графических режимов высокого разрешения;
- более ограниченный набор команд и синтаксис языка;
- более высокая скорость выполнения программ.

Чтобы пользователь не запутался, Integer BASIC и Applesoft BASIC выдавали на дисплей различные символы подсказки для приглашения к вводу — «>» и «]» соответственно.